# گیلاس باربادوس
گیلاس باربادوس (نام علمی: Malpighia emarginata) نام یک گونه از تیرهٔ مالپیگیان است.

## ویژگی‌ها
گیاهانی درختی یا درختچه‌ای. بالارونده یا مستقل. خشکی پسند. برگ‌ها متقابل، دارای دمبرگ یا بدون دمبرگ، فاقد عطر مشخص، ساده. پهنک برگ یکپارچه، با رگبرگ‌های پرمانند. برگ‌ها دارای گوشوارک یا بی گوشوارک. گوشوارک‌ها جدا از یکدیگر یا دارای رشد هماهنگ، اغلب ناقص، بزرگ. حاشیه پهنک برگ یکپارچه.
پهنک برگ دارای قسمت پشتی و شکمی مشخص یا دورو یا مرکزی. دارای روپوست لیزاب‌دار یا فاقد آن. روزنه‌ها عمدتاً محدود به یک سطح برگ یا روی هر دو سطح برگ، پاراسیتیک یا آنوموسیتیک. دارای کرک، غیرغده‌ای و غده ای، تک یاخته ای یا چندیاخته ای. پهنک برگ فاقد مجاری ترشحی. رگبرگ‌های کوچکتر فاقد سلول‌های انتقال دهندهٔ آبکش (در جنس Malpighia).